# Nossan
Nossan er en 100 km lang å i Västra Götalands län i Sverige, som har sit udspring i Borgstena nord for Borås og løber gennem Borås, Herrljunga, Vårgårda, Essunga og Grästorp kommuner ud i Dettern, som er en vig i Vänern. Navnet Nossan betyder ”smyge” og den er et af de få vandløb i Sverige, som løber mod nord. Den rødlistede fiskeart asp (Aspius aspius) leger i åen om foråret neden for den nederste opstemning.
Nossan trafikeres om sommeren af den dampdrevne turistbåd Nossan af Stallaholm, som er hjemmehørende i Nossebro.